# Účinná lítost
Účinná lítost je v trestním právu jednou z okolností, která způsobuje zánik trestní odpovědnosti trestného činu. Jejím principem je to, že následky některých trestných činů jsou tak závažné, že společnost dává přednost zabránění těchto následků před zájmem na postižení jejich pachatele. Beztrestnost je zaručena pachateli takových trestných činů pouze v případě, že sám dobrovolně a aktivně přispěje k naplnění cíle, k němuž účinná lítost směřuje.
O účinnou lítost jde, když pachatel v § 33 trestního zákoníku taxativně vymezeného trestného činu dobrovolně zamezí nebo napraví škodlivý následek trestného činu, nebo učiní o takovém trestném činu oznámení v době, kdy škodlivému následku trestného činu mohlo být ještě zabráněno. Oznámení musí učinit státnímu zástupci nebo policejnímu orgánu, voják může místo toho učinit oznámení veliteli nebo náčelníkovi. Oznámení je nutno učinit natolik konkrétně, aby mohlo dojít k realizaci nezbytného protiopatření. V těchto případech se jedná o činy, které poškozují stát, či nějak zásadně ohrožují společnost, do této skupiny patří trestné činy proti republice což je vlastizrada, sabotáž, špionáž, padělání peněz atp. Další skupinou, na niž se účinná lítost vztahuje, jsou trestné činy obecně nebezpečné tzn. takové, při nichž může dojít k velkým škodám na majetku či životech, zde se jedná zpravidla o trestné činy spojené buď s přírodní katastrofou, epidemií, či různými činy na pokraji terorismu jako je držení radioaktivního materiálu. 
Účinná lítost je možná až po dokonání trestného činu. U trestných činů, u kterých po jejich dokonání není možné škodlivému následku zamezit nebo jej napravit, zánik trestnosti není možný. 
Je-li na trestném činu účastno více osob, posuzují se podmínky zániku trestnosti účinnou lítostí u každé z osob samostatně. Společensky prospěšná činnost jedné osoby neprospívá automaticky osobě druhé, která se o zabránění či napravení škodlivého následku nepřičiňuje. Důležitým znakem účinné lítosti je dobrovolnost jednání pachatele. Nepůjde o účinnou lítost tam, kde již došlo k odhalení trestného činu nebo v tom případě, že se pachatel domnívá, že jeho trestná činnost je již prozrazená. 
Pro specifickou povahu některých skutkových podstat jsou podmínky zániku trestnosti takových trestných činů účinnou lítostí stanoveny samostatně ve zvláštní části trestního zákona, zejména jde o § 242, kam zákonodárce zařadil trestný čin neodvedení daně či neplacení sociálního či zdravotního pojištění. U těchto případů nelze hovořit o nějakém společenském zájmu, neboť jde pouze o zájem státu a získání peněz, účinná lítost se tak projevuje především oznámením a zaplacením příslušné částky.
Poslední skupina trestných činů, které se toto týká, jsou trestné činy spojené s korupcí, která je zařazena pouze z toho důvodu, že by bez udání nedošlo k jejímu odhalení.